# Yves Tanguy (homme politique)
Pour les articles homonymes, voir Yves Tanguy.
Yves Tanguy est un homme politique français né le 16 janvier 1876 à Bannalec (Finistère) et décédé le 1er avril 1943 à Bannalec.
Notaire, il est conseiller général et maire de Bannalec lorsqu'il se présente aux sénatoriales en 1931. Il siège sur les bancs de la Gauche démocratique et s'occupe plus particulièrement des assurances sociales et des retraites. Battu en 1938, il quitte la vie politique.

## Sources
- « Yves Tanguy (homme politique) », dans le Dictionnaire des parlementaires français (1889-1940), sous la direction de Jean Jolly, PUF, 1960 [détail de l’édition]